# Seznam danskih kiparjev
Seznam danskih kiparjev.

## A
- Nicolai Abildgaard

## B
- Herman Wilhelm Bissen
- Peter Brandes

## C
- Caius Gabriel Cibber

## E
- Olafur Eliasson

## F
- Hermann Ernst Freund

## G
- Jens Galschiøt
- Peter Leonhard Gianelli

## H
- Louis Hasselriis

## J
- Robert Jacobsen
- Søren Georg Jensen
- Jens Adolf Jerichau
- Asger Jorn

## K
- Frederik Christopher Krohn

## N
- Kai Nielsen

## O
- Henrik Olrik

## Q
- Thomas Quellinus

## S
- August Saabye

## T
- Bertel Thorvaldsen
- Laurits Tuxen

## U
- Einar Utzon-Frank

## W
- Johannes Wiedewelt